# 查塔姆縣 (喬治亞州)
查塔姆縣（英語：Chatham County）是美国喬治亞州最東部的一個縣，東臨大西洋，面積1,637平方公里。縣治薩凡納（Savannah）。根據美国人口普查局2020年的統計，本县共有人口29萬5,291人，是除了亚特兰大都会区以外乔治亚州人口最多的县。該縣成立於1777年2月5日，是該州第一批成立的縣，縣名紀念英国首相、第一代查塔姆伯爵威廉·皮特（通稱「老皮特」，William Pitt, 1st Earl of Chatham）。